# В день свадьбы (пьеса)
«В день свадьбы» — пьеса Виктора Розова. В центре внимания взаимоотношения Нюры Саловой, Михаила Заболотного и Клавы Камаевой.

## Персонажи
- Нюра Салова — главная героиня, невеста
- Михаил Заболотный — главный герой, жених
- Василий Заболотный — лучший друг Михаила
- Клава Камаева — старая любовь Михаила
- Николай Салов — старший брат Нюры, начальник завода
- Рита — жена Николая
- Нелли — дочь Риты и Николая
- Майя Мухина — дочь главного инженера
- Женя Салов — младший брат Нюры
- Оля Кожуркина — подруга Жени
- Илья Григорьевич Салов — отец Нюры, Жени и Николая
- Менандр Николаевич — кладовщик на заводе, друг Ильи Салова
- Тоня — подруга Нюры
- Сергеевна и Матвеевна — старухи, помогающие с приготовлениями к свадьбе
- Алевтина Петровна — швея

## Сюжет
Михаил Заболотный накануне свадьбы с Нюрой Саловой встречает свою первую любовь Клаву Камаеву, с которой некогда воспитывался в одном детском доме. Нюра же осознаёт, что между Михаилом и Клавой всё ещё остаются чувства, и она не может выйти замуж.

## Постановки
- Постановка МХАТ имени Максима Горького
  - режиссёр — В. Усков.
- Постановка в учебном театре МГУКИ
  - режиссёр В. Б. Шрайбер
- Постановка в молодежном театре «Домой»
  - режиссёр Ю. Лозован
- Постановка в Молодежном театре на Фонтанке
  - режиссёр А. Гриценко
- Постановка в Московском театре «Современник»
  - режиссёр Г. Волчек (совместно с О. Ефремовым)